# Южнокитайски бук
Южнокитайският бук (Fagus longipetiolata) е вид растение от семейство Букови (Fagaceae). Видът е световно застрашен, със статут Уязвим.

## Разпространение
Разпространен е в Китай и Виетнам.